# Cori Schumacher

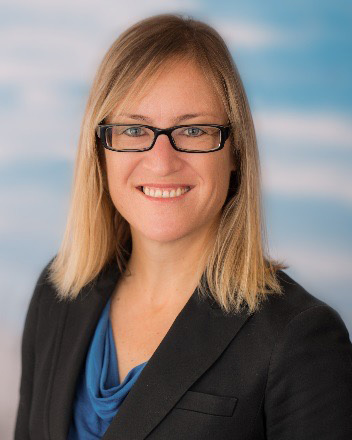
Cori Schumacher, 2018

Cori Schumacher (* 23. April 1977 in Huntington Beach, Kalifornien) ist eine US-amerikanische Surferin.

## Leben
Schumacher wuchs in einer Familie von Surfern in San Diego auf. Sie habe auf dem Surfbrett gesessen, bevor sie das Laufen lernte. 1994 war Schumacher Mitglied im Juniorenteam der USA bei der ISA-Tour. 1995 gewann sie die Pan-American Championships.
2000 und 2001 wurde sie Weltmeisterin auf dem Longboard. Als sie zum Sponsor Rip Curl wechseln wollte und dieser sich urplötzlich zurückzog, verlor sie ihr Selbstvertrauen und gab das Surfen ganz auf.
Um ihren Lebensunterhalt zu verdienen jobbte sie als Verkäuferin, Kellnerin und Postbotin.
2008 heiratete sie die Fotografin Maria Cerda und begann wieder mit dem Surfen. Nach sieben Jahren Pause betritt sie, ohne persönliche Sponsoren, wieder Wettkämpfe.
2010 wurde sie erneut Weltmeisterin. Danach machte sie ihre Homosexualität öffentlich und kritisierte die Homophobie unter Surfern.
2011 verzichtete sie auf die Verteidigung ihres Weltmeistertitels und boykottierte die „Association of Surfing Professionals World Longboard Tour“, weil einer der Wettkämpfe in der Volksrepublik China stattfinden sollte, in der ihrer Ansicht nach Menschenrechte verletzt werden. Surferin Keala Kennelly bewunderte sie für ihre Standhaftigkeit, keine faulen Kompromisse einzugehen.
Schumacher beendete ihre Karriere und engagierte sich politisch für Bürgerrechte und gegen sexuelle Diskriminierung. Die Ausrüstungsfirma Roxy wurde durch eine von ihr initiierte Unterschriftenkampagne gezwungen, Werbefilme mit sexistischem Inhalt zurückzuziehen. Im Jahr 2012 gründete sie eine Stiftung für Umweltschutz und betätigte sich in der Kommunalpolitik in Carlsbad.

## Schriften
- Surfers also must be sport ambassadors, Kommentar, in: The Guardian, 1. April 2011
- The menace of surfing's stereotypes, Kommentar, in: The Guardian, 20. Mai 2011
- Time for surfing to rise to its LGBT responsibility, Kommentar, in: The Guardian, 30. Juli 2011